# Jeinkler Aguirre
Jeinkler Ernesto Aguirre Manso (Camagüey, Cuba, 14 de junio de 1990) es un clavadista o saltador de trampolín cubano especializado en plataforma de 10 metros, donde consiguió ser medallista de bronce mundial en 2009 en los saltos sincronizados.

## Carrera deportiva
En el Campeonato Mundial de Natación de 2009 celebrado en Roma (Italia) ganó la medalla de bronce en los saltos sincronizados desde la plataforma de 10 metros, con una puntuación de 456 puntos, tras los chinos (oro con 482 puntos) y estadounidenses, siendo su compañero de saltos José Guerra.